# Clase Iron Duke
La clase Iron Duke fue una serie de cuatro acorazados ordenados construir para la Marina Real Británica. Botados entre octubre de 1911 y noviembre de 1912, fue la tercera clase de super-dreadnought de la Royal Navy, teniendo 10 cañones de 343 mm en 5 torres dobles en la línea central, como en las anteriores clases.
Eran esencialmente acorazados de la clase King George V, aunque con la protección superior y un armamento secundario mejorado. El esquema de la protección bajo la línea de flotación se confió en un tabique hermético contra torpedos.
Aunque fueron diseñados para una velocidad de 21 nudos, como la clase previa, se sobrecargaron y para el final de la guerra, luchaban para mantener la velocidad, al parecer a menudo, en algo más de 19 nudos. Sin embargo, la opinión naval era que fueron un diseño acertado y apenas menos eficaz que la clase Revenge de 2 años más tarde.

## Servicio

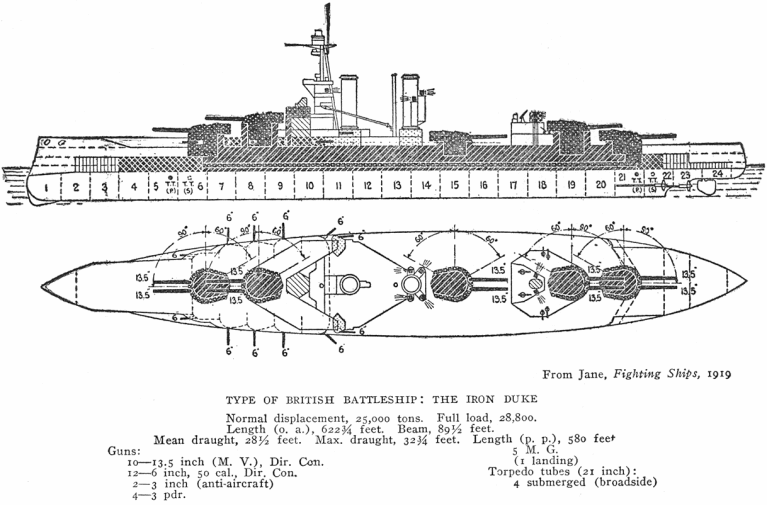
Plano de los Clase Iron Duke en Jane's Fighting Ships.

Los buques HMS Benbow, HMS Iron Duke y HMS Marlborough, participaron en la Batalla de Jutlandia. El HMS Emperor of India, fue hundido como buque objetivo en 1931, el Benbow y el Marlborough fueron vendidos para desguace en 1929 y 1932 respectivamente. El Iron Duke sobrevivió bastante más tiempo después de ser convertido a buque de entrenamiento como resultado del Tratado Naval de Washington. En el término de su vida útil sería vendido, causando baja en la Royal Navy el 19 de agosto de 1946. Finalmente, fue desguazado el 20 de noviembre de 1946.

## Barcos de la clase
| Barco                | Astillero                  | Puesta de quilla    | Botadura                | Asignado                | Destino final |
| -------------------- | -------------------------- | ------------------- | ----------------------- | ----------------------- | --- |
| HMS Iron Duke        | HM Dockyard, Portsmouth    | 12 de enero de 1912 | 12 de octubre de 1912   | 10 de marzo de 1914     | Desguazado en Glasgow, 20 de noviembre de 1948                                                                   |
| HMS Marlborough      | HM Dockyard, Devonport     | 25 de enero de 1912 | 24 de noviembre de 1912 | 2 de junio de 1914      | Vendido para desguace en Rosyth, 27 de junio de 1932                                                             |
| HMS Benbow           | William Beardmore, Glasgow | 30 de mayo de 1912  | 12 de noviembre de 1913 | 7 de octubre de 1914    | Vendido en 1929. Desguazado en Rosyth, marzo de 1931                                                             |
| HMS Emperor of India | Vickers, Barrow-in-Furness | 31 de mayo de 1912  | 27 de noviembre de 1913 | 10 de noviembre de 1914 | Hundido como buque objetivo el 1 de septiembre de 1931 Reflotado y vendido para desguace el 6 de febrero de 1932 |